# Râul Bașeu
Râul Bașeu este un curs de apă, afluent al râului Prut. 
Bașeul izvorăște în comuna Cristinești, trece prin comuna Hudești și se varsă în râul Prut în apropiere de comuna Ștefănești. Pe teritoriul comunei Hudești sunt realizate iazurile Bașeu (Velnița în trecut), Axânte și Cal Alb care sînt bogate în pește. 
Pe timp ploios iese din albie inundînd șesul din lungul cursului său și provocînd pagube economiei agricole a comunei.

## Legende
În documentele istorice este atestat încă din secolul al XlV-lea sub diferite denumiri: Băsău, Băsău, Basiu, Bașeu. 
În legătură cu numele sau circulă și o legendă prin care se povestește că ar izvorî din lacrimile vărsate de bătrânii, femeile și copiii din partea locului, unite cu lacrimile ieșite din pământ pentru alinarea necazurilor locuitorilor în urmă deselor prădăciuni făcute de tătari în satele din nordul Moldovei, printre care și satul Cristinesti (Cristinti în vechime) de unde izvorăște răul. În timpul năvălirilor tătărești gospodăria unui sătean pe nume Andrei, a fost distrusă iar el omorît de tătari. Soția și fiul au hotărît să se răzbune omorînd în pădurile din apropiere 7 tătari. Fiind prinsă, tătarii au început s-o chinuie pentru a spune cine a mai luat parte la uciderea celor 7 tătari. Copilul care era ascuns sub pat, nemaiputînd suportă chinurile mamei sale a început a strigă ba-și-eu, ba-și-eu. Tătarii i-au tăiat capul și l-au aruncat într-o vale mică unde a fost găsit de bunicul sau murmurînd ba-și-eu. A două zi din acel loc a izvorît un pârăiaș care a primit numele ce-l poartă și astăzi Bașeu.